# 維西姆自然保護區
維西姆自然保護區（俄语：Висимский заповедник）是俄羅斯的一處嚴格自然保護區（zapovednik），建於1971年，佔地約335平方公里，座落於斯維爾德洛夫斯克州基洛夫格勒、葉卡捷琳堡西北方約100公里處。此保護區地處烏拉山脈南部的北方針葉林區，於2001年被列入聯合國教育、科學及文化組織人與生物圈計劃（MAB）的生物圈保護區。

## 歷史
維西姆自然保護區的歷史可追溯至1946年，當時即有名為維西姆的自然保護區在此處建立，但1951年即被裁撤。1971年保護區得到重建，名稱得名自鄰近的城鎮彼爾姆邊疆區多布良卡區維西姆。

## 氣候
維西姆自然保護區位於烏拉山凍原與北方針葉林生態區，約為凍原與北方針葉林兩種林相的交界處，氣候屬溫帶大陸性濕潤氣候，日夜、季節溫差均大，夏季天氣較溫和，冬季則為甚為寒冷且降有大雪。保護區一年的生長季約為141天，年平均降雨量則為600毫米。

## 生物相
維西姆自然保護區的植被為烏拉山脈南部典型的針葉林相，其範圍內已紀錄了435種維管束植物，主要樹種包括西伯利亞雲杉、西伯利亞冷杉與樺木等。1995年保護區曾受大雨破壞，1998年與2010年則分別發生了森林大火，現時保護區僅有一小部分（約1500公頃）為原始林相。
保護區中出現的動物也多是烏拉山脈中部針葉林的典型物種，包括馴鹿、狼、熊、兔、河狸、貂、白鼬、鼩鼱等，共紀錄有48種哺乳動物與185種鳥類。

## 使用
作為嚴格自然保護區，維西姆自然保護區幾乎不對公眾開放，不過科學研究者與環境教育者可向管理單位申請參觀。保護區正興建三條供遊客生態旅遊的步道，屆時會對遊客開放，但仍須獲得許可後才能前往。保護區的主要辦公室位於基洛夫格勒。

## 圖集

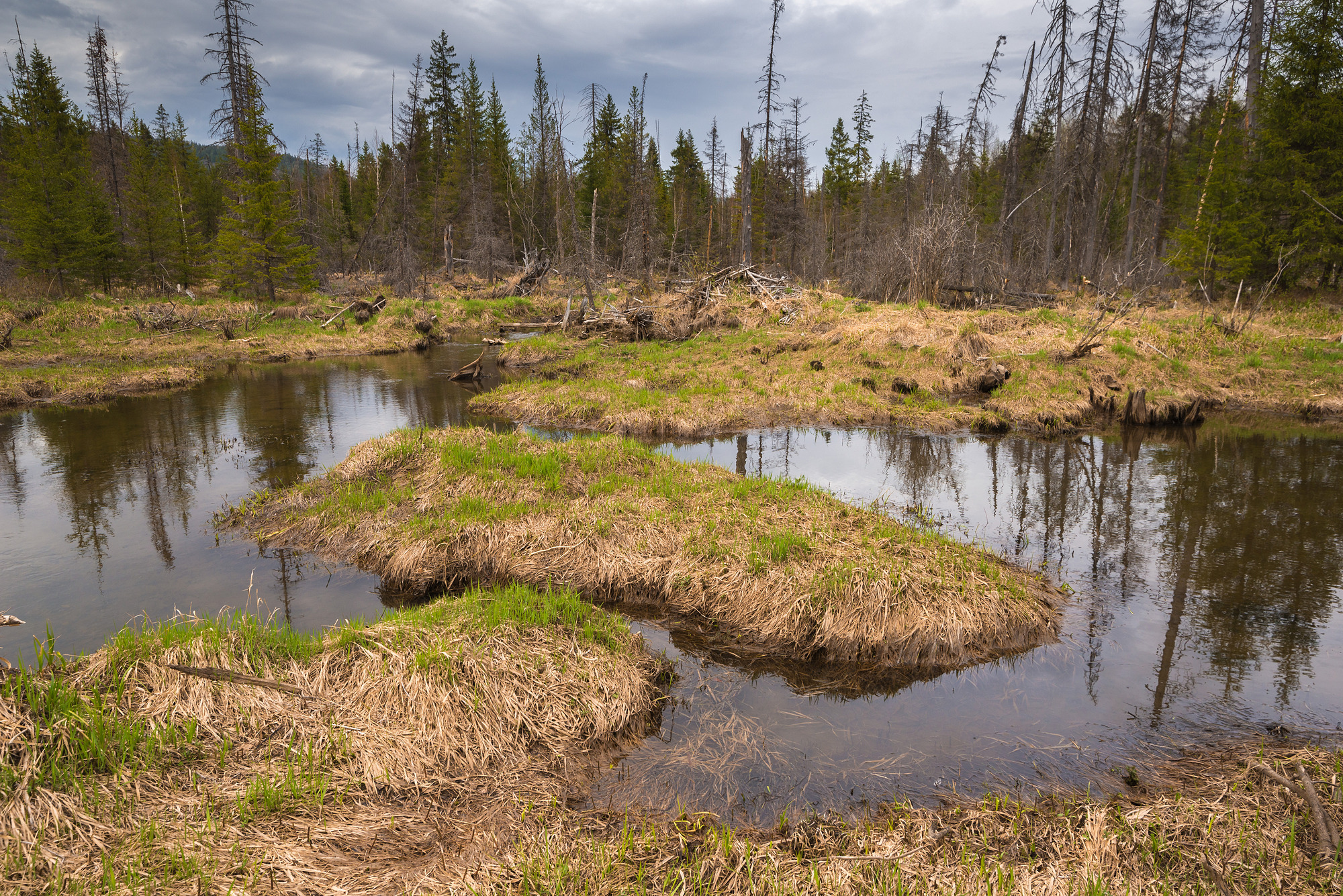
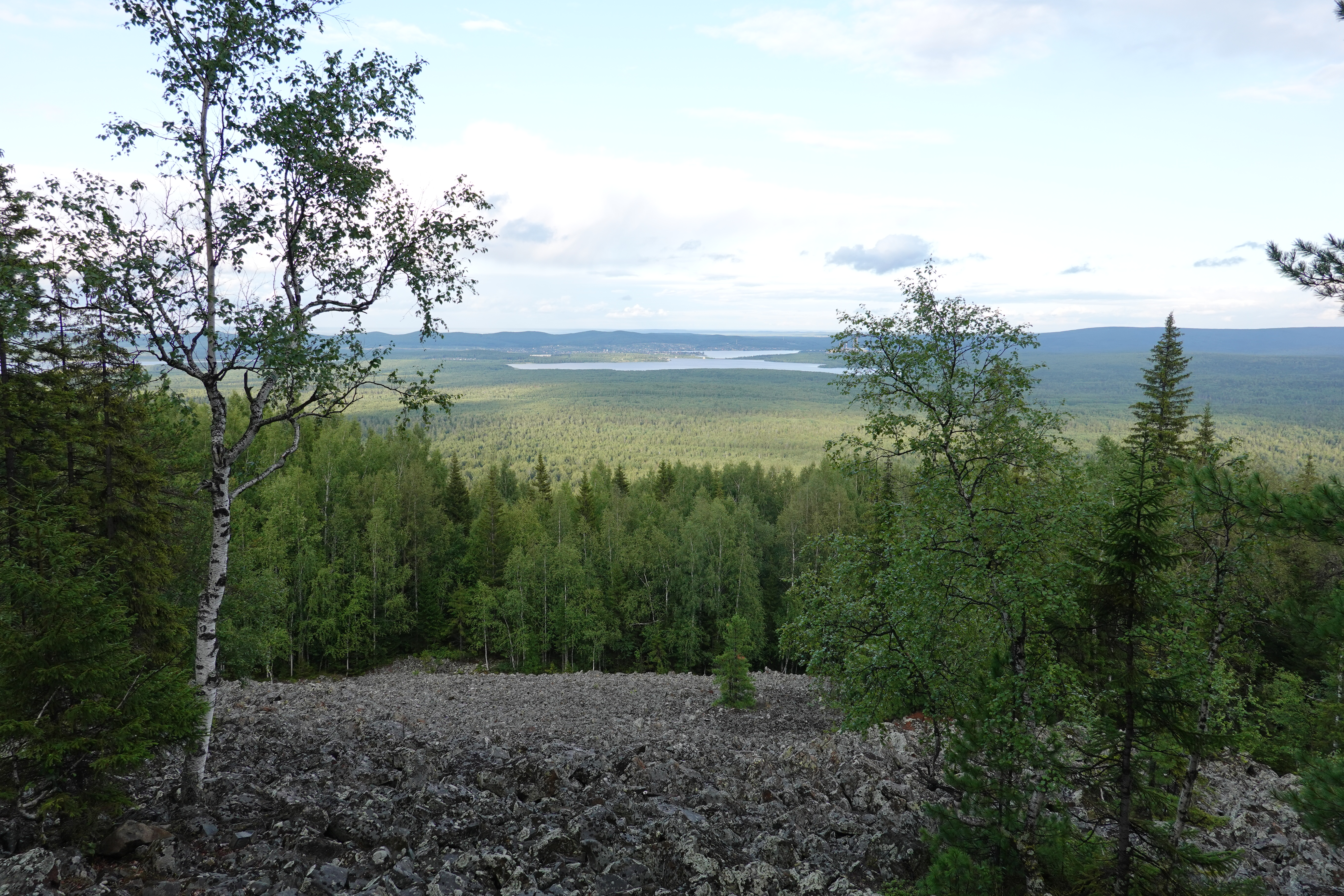
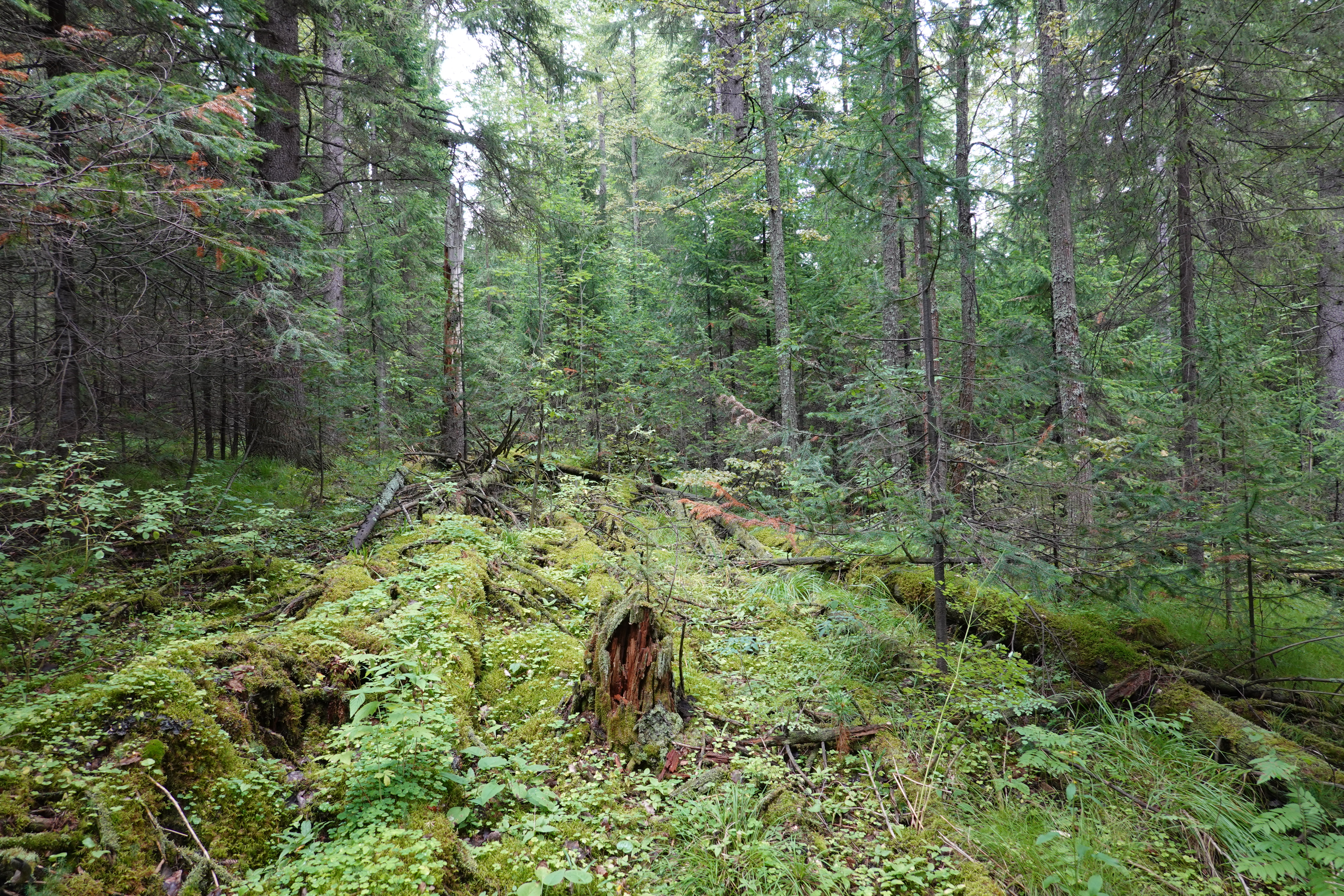
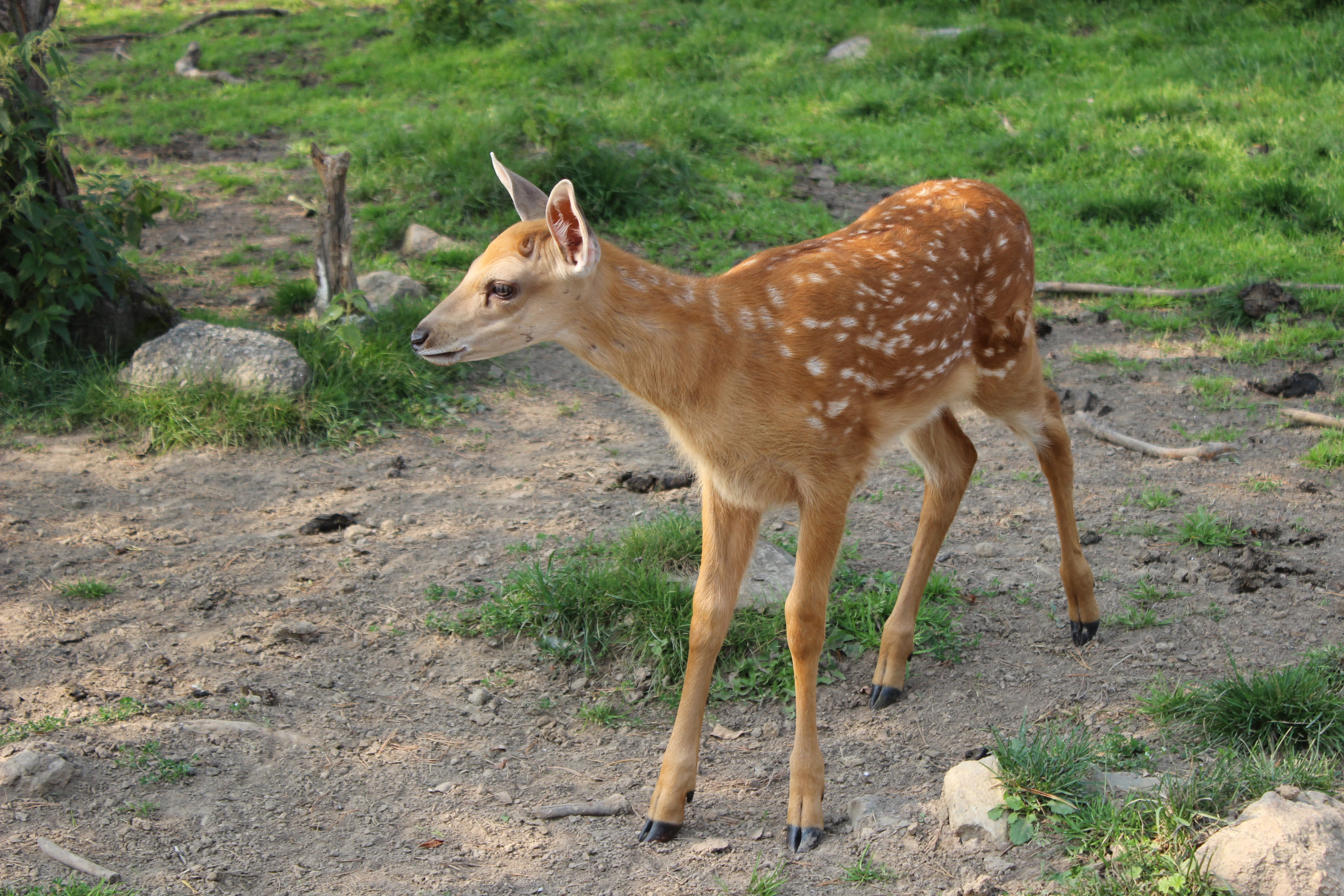